# Parramatta
Parramatta er en forstad til den australske by Sydney og det næststørste forretningskvarter i Sydneys metropolområde. Den er beliggende i det centralt-vestlige Sydney ved floden Parramatta River, 23 kilometer vest for Sydney centrum. Parramatta er hovedsæde for lokalregeringsområdet City of Parramatta.
Parramatta blev grundlagt af britiske bosættere i 1788 samme år som Sydney. Den var den første by i Australien, som ikke lå ved kysten. Byen er i dag det økonomiske centrum for det centrale, vestlige Sydney og det sjettestørste forretningskvarter i Australien. Siden 2000 har Parramatta konsolideret sin position som sæde for statsvirksomheder med udflytningen af institutioner som hovedkvarteret for New South Wales Police Force og Sydney Water fra Sydneys centrum.